# عدد كاتالان

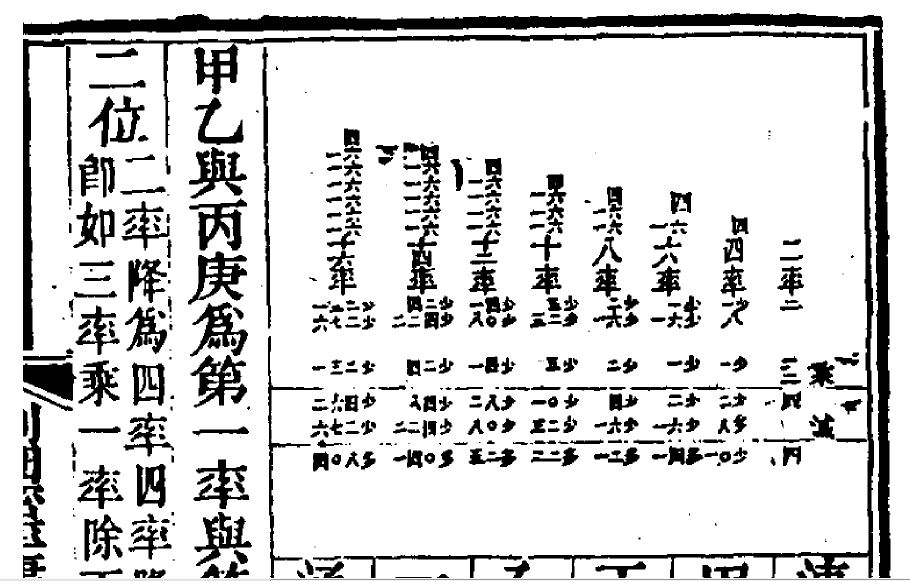

في الرياضيات، تشكل الأعداد الكاتلانية (بالإنجليزية: Catalan numbers)‏ سلسلة من الأعداد الطبيعية التي تظهر في العديد من مسائل العد والتي غالباً ما تحتوي على أجسام معرفة بشكل عودي. تم تسمية الأعداد الكاتلانية على اسم الرياضياتي البلجيكي أوجين شارل كاتالان (1814 - 1894).
يعطى العدد الكاتلاني ذو الترتيب n بشكل مباشر باستخدام الصيغة العاملية التالية:
{\displaystyle C_{n}={\frac {1}{n+1}}{2n \choose n}={\frac {(2n)!}{(n+1)!\,n!}}\qquad {\mbox{ for }}n\geq 0.}
حيث تعطى الأعداد الأولى من سلسلة الأعداد الكاتلانية بالشكل: 1 - 1 - 2 - 5 - 14 - 42 - 132 - 429 - 1430 - 4862 - 16796 - 58786 - 208012 - ...

## وصلات خارجية
إيريك ويستاين، أعداد كاتلانية، ماثوورلد Mathworld (باللغة الإنكليزية).